# All My Words
『All My Words』（オール・マイ・ワーズ）は、2006年9月6日にソニー・ミュージックレコーズから発売されたイーフェイの日本語版デビューアルバム。

## 概要
- 収録されているすべての曲が日本語の歌で、バラード、ミディアム、ポップなどいろいろな楽曲を豪華作家陣が提供。
- デビューシングル『真夜中のドア』も収録。
- 初回限定仕様は豪華28Pブックレット。
- 台湾、韓国でも発売された。

## タイアップ
- 「真夜中のドア」は2006年7月1日からテレビ東京系で放送されたテレビアニメ『出ましたっ!パワパフガールズZ』の第1期エンディングテーマ（第1話 - 第13話）。
- 「世界の秘密」は2007年1月5日（先行無料放送は2006年12月30日）からチャンネルNECOで放送されたテレビドラマ『神鵰侠侶』（日本語吹き替え版）のエンディングテーマ。イーフェイはこの作品に「小龍女」役として主演している。

## 収録曲
1. 真夜中のドア [3:25]
作詞：MIZUE　作曲：中野雄太　編曲：大友光悦
  - テレビ東京系アニメ『出ましたっ!パワパフガールズZ』の第1期エンディングテーマ
2. 恋する週末 [3:53]
作詞：路川ひまり　作曲：豆田将、日比野元気　編曲：大友光悦
3. HAPPINESS [4:47]
作詞：市川喜康　作曲：市川喜康　編曲：ha-j
4. 愛のミナモト [5:15]
作詞：川村結花　作曲：川村結花　編曲：大友光悦
5. どこまでも ひろがる空に向かって [4:22]
作詞：松井五郎　作曲：中野雄太　編曲：中野雄太
6. テノヒラノカナタ [5:10]
作詞：C.Piece　作曲：Gajin　編曲：大友光悦
7. My sunshiny day [3:56]
作詞：森由里子　作曲：ジョーイ・カーボーン、Anthony Mazza　編曲：CMJK
8. 世界の秘密 [4:10]
作詞：上田現　作曲：上田現　編曲：上田現
  - チャンネルNECOで放送されたテレビドラマ『神鵰侠侶』のエンディングテーマ
9. CLOSE TO ME [3:33]
作詞：佐原けいこ　作曲：Solaya　編曲：大友光悦
10. 月の夜 [4:34]
作詞：浅田信一　作曲：澤野弘之　編曲：澤野弘之
11. スピード [4:27]
作詞：大友光悦　作曲：松本良喜　編曲：石塚知生
12. Pieces of my words 〜言の花〜 [3:55]
作詞：Kenn Kato　作曲：Solaya　編曲：大友光悦